# Sibilla Libica (Michelangelo)
La Sibilla Libica  (395x380 cm) venne affrescata da Michelangelo Buonarroti nel 1512 circa e fa parte della decorazione della volta della Cappella Sistina, nei Musei Vaticani a Roma, commissionata da Giulio II.

## Storia
Nel dipingere la volta, Michelangelo procedette dalle campate vicino alla porta d'ingresso, quella usata durante i solenni ingressi in cappella del pontefice e del suo seguito, fino alla campata sopra l'altare. La Libica quindi, che si trova nella nona campata a partire dalla porta, fu una delle ultime figure ad essere dipinte, entro l'ottobre 1512.
La figura richiese diciassette "giornate" d'affresco.

## Descrizione e stile

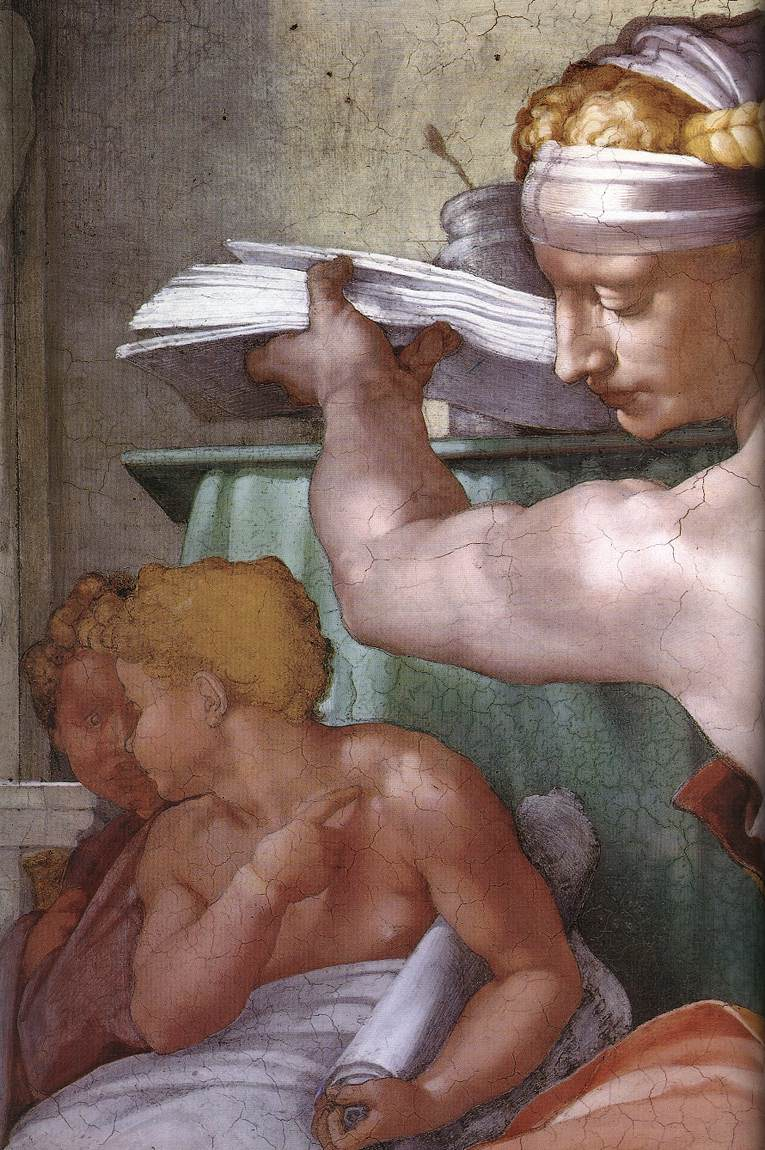
Dettaglio

La Sibilla Libica fa parte della serie dei Veggenti, collocati su ampi troni architettonici sui peducci. Ognuno di essi è affiancato da un paio di giovani assistenti e sta in un grande scranno marmoreo, tra due plinti con finti altorilievi di putti a coppie, in varie posizioni. Il loro nome è scritto (in questo caso LIBICA) in tabelle sotto la piattaforma che fa da base al trono, rette da un putto.
La posa della Sibilla Libica è una delle più complesse della volta: essa è raffigurata nell'atto di alzarsi, ed i piedi, le gambe, il busto, la stessa inclinazione della testa indicano quasi una rotazione del corpo su se stesso, dando l'idea di una figura serpentina in atto di librarsi verso l'alto. Il piede destro infatti, in punta per sostenere l'appoggio, mentre il corpo sta girando col torso e con la testa. Nel suo movimento, è colta nell'attimo in cui solleva il libro delle profezie, allargando le braccia muscolose, che per certi versi richiamano quelle del celebre Tondo Doni, in cui la Vergine Maria compie una mezza giravolta per prendere tra le sue braccia il figlio Gesù. Esiste però anche una lettura opposta della scena, secondo cui essa stia invece posando il libro e sedendosi: la questione, che può apparire oggi irrisoria, tenne occupati a lungo i trattatisti cinquecenteschi. La posa complessa fu un modello e fonte d'ispirazione per numerosi manieristi.
La parte superiore del busto è seminuda, cosicché la sibilla offre le spalle non coperte all'occhio di chi guarda. La cromia è accordata a toni delicatissimi (violetto, rosa, giallo, grigio e verde), accesi e soffusi nello stesso tempo e ricchi di cangianti, dalla studiata luminosità.
Quasi nascosti dalla maestosa figura vi sono due putti che si guardano: uno di essi, reggendo sotto un braccio un rotolo, indica all'altro con la mano destra la sibilla, voltandosi a profil perdu. Essi sono tratteggiati più velocemente, secondo uno stile che si riscontra in molte scene della volta, che definisce nitidamente le parti in primo piano ed abbozza velocemente quello in secondo piano o in ombra, dando l'effetto dello scalare del piano simile a quello della tecnica scultorea (come nel Tondo Pitti). 
Della Libica resta un celebre disegno preparatorio a sanguigna presso il Metropolitan Museum of Art di New York.

## Galleria d'immagini

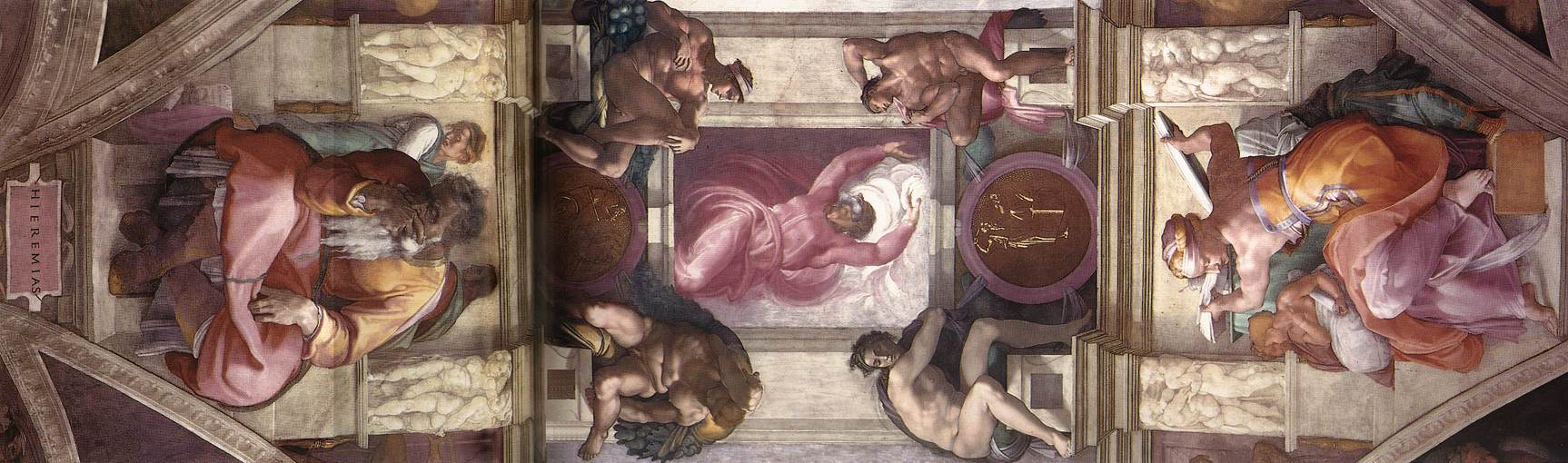
La nona campata
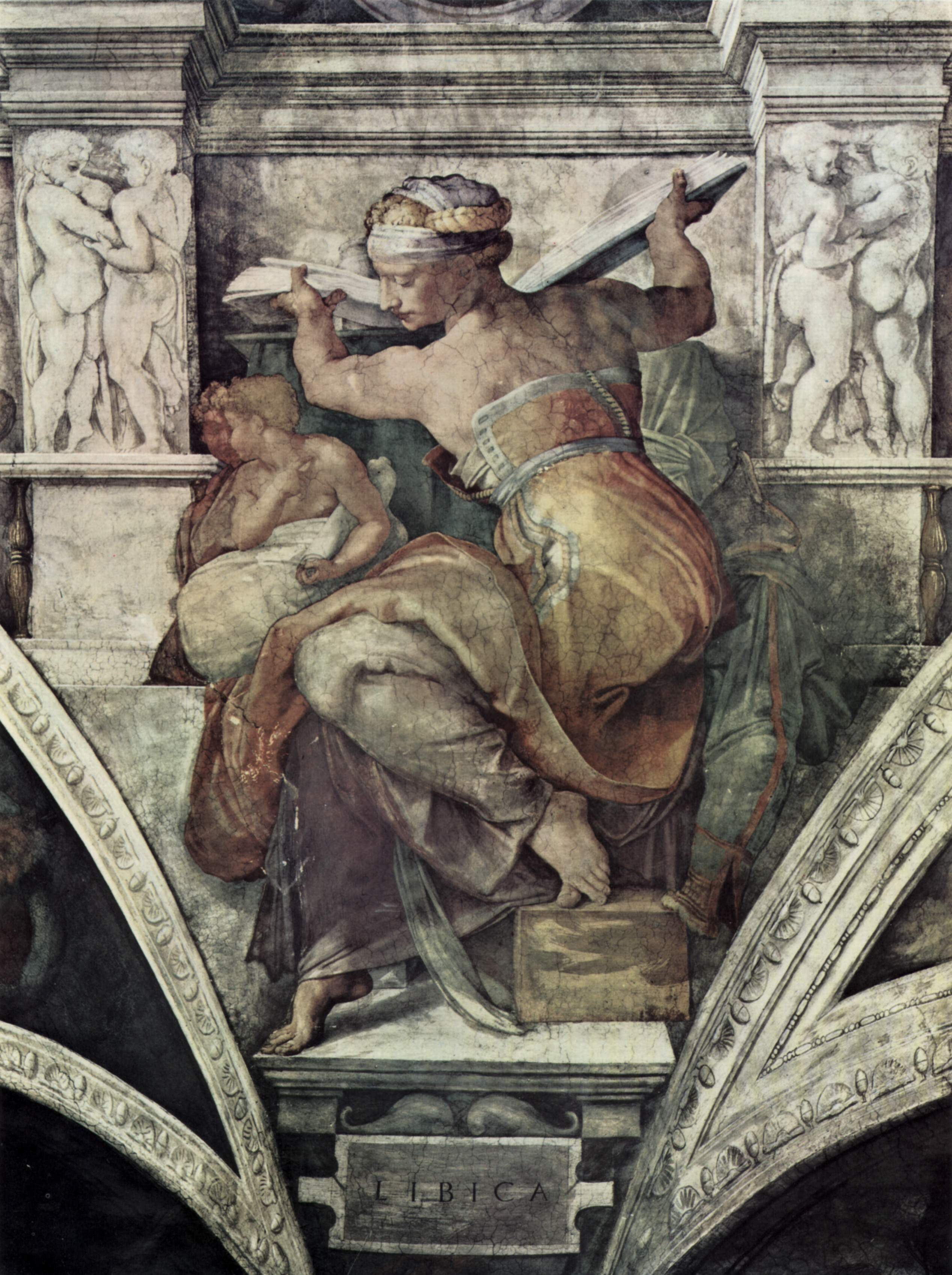
Prima del restauro
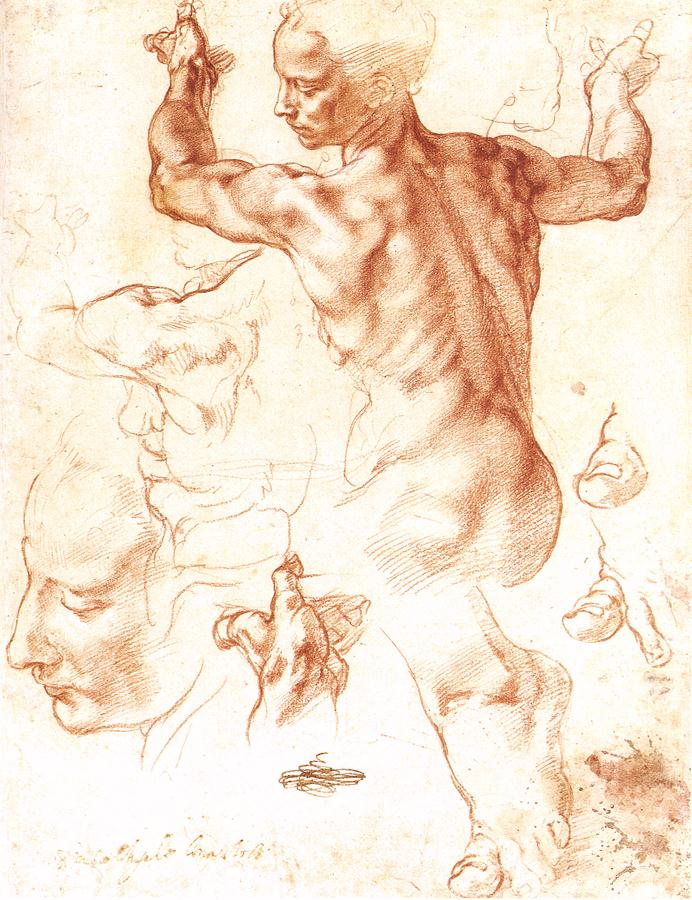
Disegno preparatorio al MET